# Presbiterianismo no Espírito Santo
O presbiterianismo é a quarta maior família denominacional protestantes históricas no Estado do Espírito Santo (atrás dos batistas, luteranos e adventistas), correspondendo a 1,26% da população do Estado. Sendo assim, é o Estado com o maior percentual de presbiterianos no país.

## História
O Presbiterianismo chegou ao Espírito Santo em 12 de outubro de 1902 com a chegada do Rev. Mathathias Gomes dos Santos na Vila do Alegre, tendo como primeiro convertidos o Sr. Manoel Soares Teixeira, sua esposa e seus nove filhos. Outra data importante ocorreu em um culto no dia 13 de setembro de 1903,  na fazenda do Sr. Joaquim da Silva Santos em Muniz Freire.
Em 19 de setembro de 1903 por meio trabalho do Rev. Mathathias, foi realizado o primeiro culto na cidade de São José do Calçado e partir daí o presbiterianismo continuou a expandir no Estado. No ano de 1905, o Presbitério do Rio de Janeiro designou o Rev. Constâncio Homero Omegna, pastor da Igreja Presbiteriana de Niterói, para que auxiliasse a plantação de igrejas no Espírito Santo dando continuidade ao trabalho do Rev. Mathathias, de forma que primeira igreja organizada no Estado foi a Igreja Presbiteriana de São José do Calçado em 10 de março de 1907.
Nos anos seguintes vários evangelistas, missionários e pastores como John Kyle, Mathathias Gomes, Álvaro Reis, Constâncio Omenha, Modesto Carvalhosa, Samuel Barbosa, Trazildo Filgueiras, Mário Neves e Adiron Ribeiro trabalharam pela implantação de igrejas que atingiram quase todos os muncípios do Espírito Santo.
No dia 26 de Dezembro de 1928 foi fundada a Primeira Igreja Presbiteriana de Vitória, atingindo assim a capital do Estado do Espírito Santo. Imediatamente a igreja de Vitória começou a trabalhar pela plantação de igrejas em outras cidades. Logo em 1929 foi iniciado o trabalho presbiteriano em Vila Velha, dando origem a primeira igreja daquele município em 1954.
EM 1946 foi formado o Sínodo Minas-Espírito Santo que abrangeu a Espírito Santo e Minas Gerais.
No ano de 1968, os presbiterianos enfrentaram um cisão no Estado que deu origem a atual  Igreja Cristã Maranata por membros que aderiram a doutrina pentecostal e o fideísmo.
Em Julho de 1974, uma nova cisão atingiu o presbiterianismo no Estado, desta vez por membros que apoaivam o ecumenismo, ordenação feminina e posturas progressistas, dando origem a Igreja Presbiteriana Unida do Brasil (IPU). No mesmo ano a Primeira Igreja Presbiteriana de Vitória passou por uma cisão, quando parte dos membros se juntaram a IPU e outra parte permaneceu com como membros da Igreja Presbiteriana do Brasil (IPB). Em Vila Velha, outra igreja passou a integrar a IPU e um grupo de membros dissidentes fundou a Igreja Presbiteriana Renovada na cidade.

## Igreja Presbiteriana do Brasil

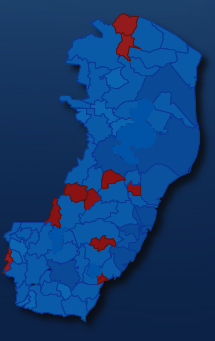
Municípios com igrejas federadas a Igreja Presbiteriana do Brasil no Espírito Santo

A Igreja Presbiteriana do Brasil (IPB) é a maior denominação presbiteriana do Espírito Santo, com cerca de 180 igrejas e congregações.
Tem atualmente no Estado, 3 de seus 82 sínodos, o Sínodo Central Espiritossantense na região central do Estado, o Sínodo Espírito Santo/Rio de Janeiro que abrange igrejas na região entre os dois estados vizinhos e o Sínodo Minas/Espírito Santo, o mais antigo sínodo presbiteriano no Espírito Santo, que também tem sob sua jurisdição igrejas em Minas Gerais.
A Junta de Missões Nacionais trabalha com missões no Espírito Santo nos municípios de: Governador Lindenberg, Rio Bananal, Marilândia e Águia Branca . Assim sendo a IPB está presente de forma organizada ou em plantação de igrejas em todos os municípios do Estado, com exceção de: Mucurici, São Roque do Canaã e Itarana.

## Igreja Presbiteriana Independente do Brasil
A Igreja Presbiteriana Independente do Brasil tem uma congregação em Guarapari.

## Igreja Presbiteriana Unida
A  Igreja Presbiteriana Unida do Brasil (IPU) tem 12 igrejas no Espírito Santo, vinculadas ao Presbitério de Vitória e Presbitério Centro Norte do Espírito Santo.

## Outras denominações presbiterianas
A Igreja Presbiteriana Conservadora do Brasil não têm igrejas federadas no Espírito Santo. A Igreja Presbiteriana Fundamentalista do Brasil tem uma missão no bairro Jardim do Vale, em Vila Velha.